# Oberbreitenlohe
Oberbreitenlohe  (fränkisch: Brandla) ist ein Gemeindeteil von Röttenbach im Landkreis Roth (Mittelfranken, Bayern). Oberbreitenlohe liegt in der Gemarkung Mühlstetten.

## Geographische Lage
Das Dorf liegt 3 Kilometer westlich von Röttenbach. Die Bahnstrecke Treuchtlingen–Nürnberg führt etwa 1 km entfernt am Ort vorbei. Eine Gemeindeverbindungsstraße führt nach Mühlstetten und zur Staatsstraße 2223.

## Geschichte
Der Ort wurde 1431 als „Obern-Preytenloh“ erstmals urkundlich genannt. Mit der 1287 erfolgten Erwähnung als „Braitenloch“ kann sowohl Ober- als auch Unterbreitenlohe gemeint sein. Das Bestimmungswort des Ortsnamens ist „lôh“ (mhd. für Wald) und wird durch das Grundwort „breit“ näher bezeichnet.
Gegen Ende des 18. Jahrhunderts gab es in Oberbreitenlohe 11 Anwesen. Das Hochgericht übte das eichstättische Pflegamt Sand aus. Gemeindeherr war das Landesalmosenamt Nürnberg. Grundherren waren das brandenburg-ansbachische Kastenamt Roth (1 Wirtshaus, 1 Halbhof, 1 Haus), das eichstättische Pflegamt Abenberg (2 Halbhöfe) und das Landesalmosenamt Nürnberg (3 Höfe, 3 Kleingüter).
Im Rahmen des Gemeindeedikts wurde Oberbreitenlohe dem 1809 gebildeten Steuerdistrikt Mühlstetten und der 1818 gebildeten Ruralgemeinde Mühlstetten zugewiesen. Am 1. Januar 1975 wurde die Gemeinde Mühlstetten im Zuge der Gebietsreform in Bayern nach Röttenbach eingemeindet.

### Einwohnerentwicklung
| Jahr      | 001818 | 001840 | 001861 | 001871 | 001885 | 001900 | 001925 | 001950 | 001961 | 001970 | 001987 | 002014 |
| Einwohner | 59     | 94     | 79     | 88     | 72     | 69     | 79     | 109    | 91     | 90     | 87     | 116    |
| Häuser    | 14     | 13     |        |        | 15     | 12     | 12     | 13     | 18     |        | 26     |        |
| Quelle    | [ 11 ] | [ 12 ] | [ 13 ] | [ 14 ] | [ 15 ] | [ 16 ] | [ 17 ] | [ 18 ] | [ 19 ] | [ 20 ] | [ 21 ] | [ 1 ]  |

## Religion
Oberbreitenlohe ist römisch-katholisch geprägt und war ursprünglich nach Mariä Heimsuchung in Stirn gepfarrt, ab der ersten Hälfte des 20. Jahrhunderts war die Pfarrei St. Emmeram in Spalt zuständig, heute ist es die Pfarrei Maria Königin in Röttenbach. Die Einwohner evangelisch-lutherischer Konfession gehören zur Pfarrei St. Georg in Georgensgmünd.